# Križari
Križari je naziv prvenstveno srednjovjekovnih kršćanskih vojnika koji su sudjelovali u križarskim ratovima od 11. do 13. stoljeća. Nazvani su prema znaku križa kojeg su nosili na vojnim odorama. Naziv se, također, odnosi i na sudionike vojnih pohoda od 13. do 15. stoljeća, usmjerenih širenju i nametanju kršćanstva među nekršćanskim europskim narodima (npr. Njemački viteški red u baltičkim i istočnoslavenskim zemljama), ili protiv krivovjeraca (albigenza, patarena, husita i dr.)

## Povijest

### Križarski ratovi u Palestini
U studenom 1095. godine Papa je na koncilu u Clermontu zagovarao prvi križarski rat protiv Turaka koji su zauzeli Malu Aziju i sveta kršćanska mjesta u Palestini. Oduševljenje tim pozivom na kršćanski rat, među plemićima i vitezovima, bilo je veliko. Mnogi su dragovoljno žrtvovali sebe i svoje obitelji da bi išli u rat, koji je bio poput popularne duhovne aktivnosti.
Križari su javno prisezali da će se pridružiti vojnom pohodu koji je bio odgovor na Papin poziv u Kristovo ime. Prisega je bila pravno obvezujuća i križari su bili pod zakonodavnom vlašću crkvenog suda. Zauzvrat su dobivali posebne povlastice, koje su uključivale zaštitu interesa njihovih obitelji i imovine za vrijeme njihove odsutnosti te znatne duhovne povlastice u obliku indulgencija, kako bi se skratilo vrijeme koje će provesti u čistilištu okajavajući svoje grijehe počinjene na Zemlji.
Prvi križarski rat doveo je do osnivanja Latinskog Jeruzalemskog Kraljevstva. Drugi križarski rat poveden je protiv muslimanskih vladara Alepa koji su zauzeli Edesu, a treći križarski rat je poveden kao odgovor na Saladinova osvajanja i završio je gubitkom Jeruzalema. Ugled križarskog pokreta znatno je narušen tijekom Četvrtog križarskog rata, 1204. godine, kada su latinski kršćani, u svom pohodu na Palestinu, počinili pokolj nad zarobljenicima iz Carigrada. Križarske države na istoku opstale su do kraja 13. stoljeća, a posljednje uporište, Akra, izgubljeno je 1291. godine.

### Križarski ratovi u Europi
Križarski ratovi u Španjolskoj (rekonkvista) je imala lokalni karakter i nije dobivala pomoć izvana.

### Križarski ratovi u Hrvatskoj
Križarski ratovi u Palestini su, uglavnom, posredno utjecali na srednjovjekovnu Hrvatsku. Neke od križarskih vojski prolazile su preko hrvatskog ozemlja.   Tragičan događaj se dogodio tijekom Četvrtog križarskog rata, kada su križari, u suradnji s Mlečanima, 1202. godine osvojili i opljačkali Zadar. Hrvatsko-ugarski kralj Andrija II. sudjelovao je u Petom križarskom ratu, ali bez nekog većeg uspjeha. Na Hrvatsku su veći utjecaj imali križarski pohodi hrvatsko-ugarskih vladara protiv bosanskih krstjana. U Hrvatskoj su,kao i u ostatku Europe djelovali templari i ivanovci.

## Značaj i posljedice
S križarskim su pokretom usko vezani i vojni crkveni redovi: templari i hospitalci, čiji su se pripadnici zavjetovali na vođenje svetog rata. Sjedište i jednih i drugih bilo je u Jeruzalemu, ali su uskoro stekli i velike posjede na zapadu. Vladari križarskih država, često gladni moći, povjeravali su vojnim redovima uporišta i velike zemljišne posjede pa su ti redovi do 13. stoljeća činili okosnicu vojne snage tih država.